# Fußspuren von Trachilos

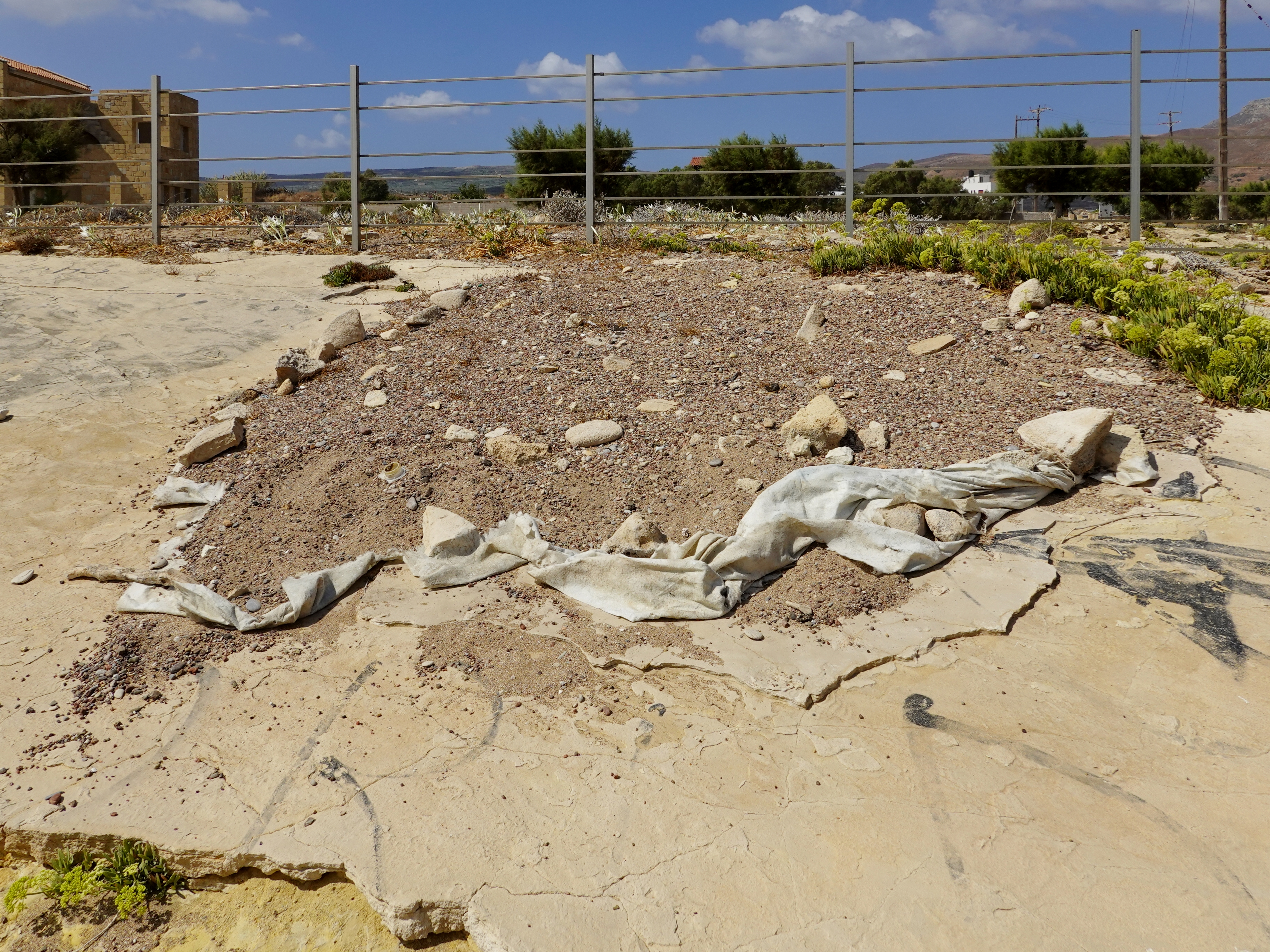
Abgedeckte „Fußspuren“

Als Fußspuren von Trachilos (griechisch Τα ίχνη βάδισης του Τράχηλου Κισσάμου Ta ichni vadisis tou Trachilou Kissamou) werden Vertiefungen in einer Schicht Sedimentgestein an der Bucht von Kissamos (Κολπός Κίσσαμου Kolpos Kissamou) an der westlichen Nordküste der griechischen Insel Kreta gedeutet. Sie entstanden vor etwa 6,05 Millionen Jahren im Messinium, dem jüngsten Abschnitt des Miozäns. Der Fundort nahe dem Ort Trachilos (Τράχηλος) nordwestlich von Kissamos (Κίσσαμος) ist heute von einem Zaun umgeben und die Vertiefungen in der Felsplatte sind mit Folie und Sand abgedeckt. Die Entdecker beschreiben sie als von einem zweibeinig laufenden Wesen stammend, möglicherweise einem noch unbekannten frühen Menschenvorfahren. Die Signifikanz der Fußspuren begründet sich durch die homininartige Form der Abdrücke in Verbindung mit deren Alter und dem Fundort außerhalb von Afrika.

## Entdeckung und Charakteristik
Im Sommer 2002 verbrachte der Paläontologe Gerard Dariusz Gierliński vom Polnischen Geologischen Institut (Państwowy Instytut Geologiczny) seinen Urlaub in der Präfektur Chania im Westen von Kreta. Dabei entdeckte er an der Nordküste bei Trachilos, 700 Meter westlich des Hafens von Kissamos, ungewöhnliche längliche Hohlformen auf einer zum Wasser abfallenden Felsplatte. Er erkannte in ihnen versteinerte Fußabdrücke, auch wenn ihm noch nicht klar war, von welchem Wesen sie hinterlassen wurden. Gierliński dokumentierte die Abdrücke fotografisch und speicherte die Koordinaten des Fundortes.
Nach einem zweiten Besuch vor Ort im Jahr 2010 entwickelten Gerard Gierliński und seine Kollegen Grzegorz Niedźwiedzki und Andrzej Boczarowski die Idee, dass die Abdrücke bei Trachilos von einem aufrecht gehenden Primaten stammen könnten, vielleicht einem frühen Homininen. Nachdem sie im November 2010 die Oberfläche der Felsplatte gereinigt und dokumentiert hatten, bildeten sie ein internationales Forscherteam, das den Fundort unter der Leitung des Paläontologen Per Erik Ahlberg von der schwedischen Universität Uppsala untersuchte. Auf einer Fläche von 4 m² wurden mehr als 50 Hohlformen gefunden. Die Felsplatte wurde mit einem Laserscanner bis auf fünf Hundertstel Millimeter genau abgetastet und ein dreidimensionales Bild der Abdrücke erstellt. Einzelne Spuren wurden mit Silikonkautschuk abgeformt. 28 der Hohlformen konnten zuverlässig als Fußspuren identifiziert werden.

### Datierung

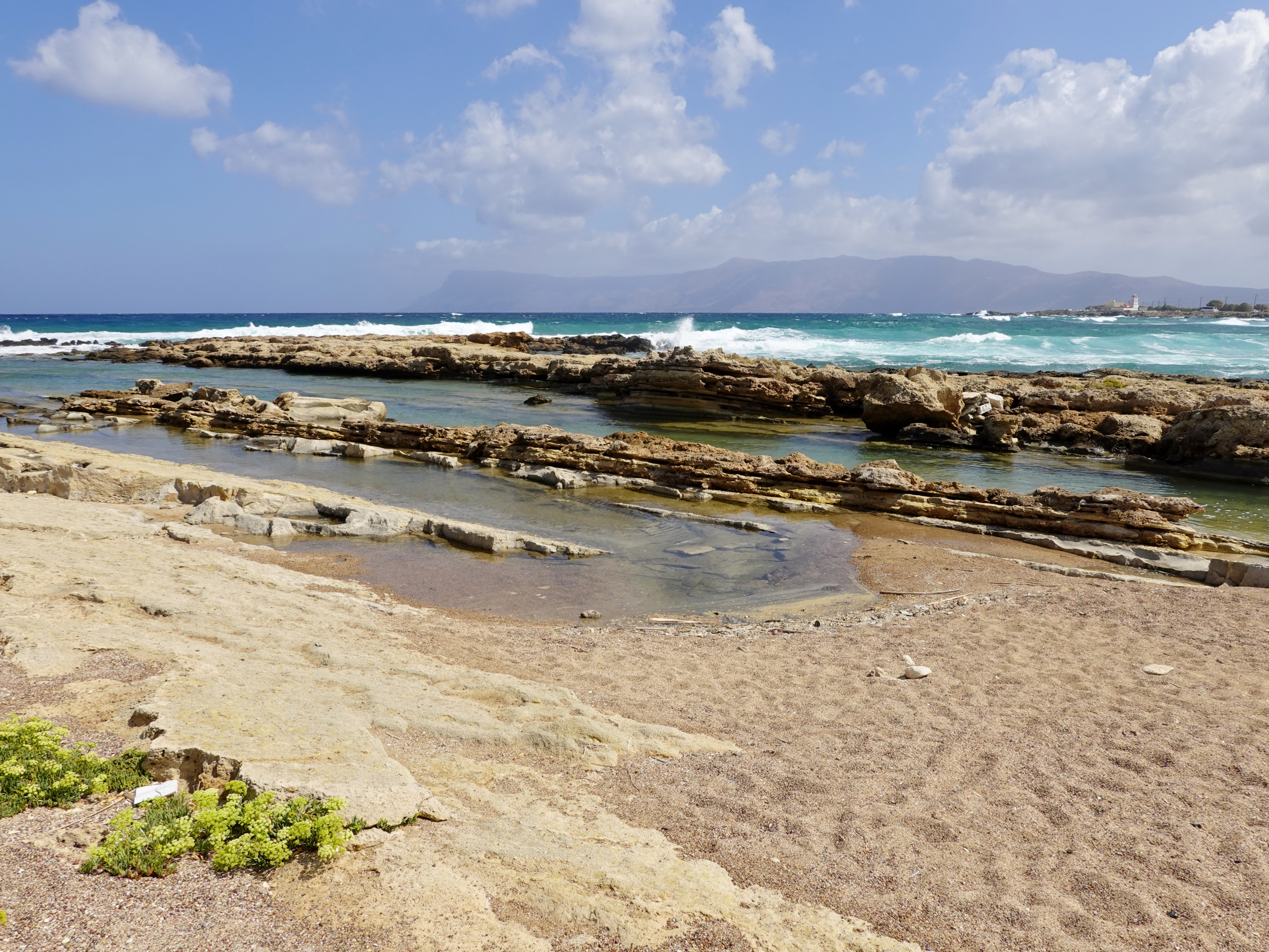
Gesteinsschichten am Ufer

Die Küstenfelsen von Trachilos im Platanos-Becken weisen entsprechend den erfolgten Untersuchungen eine Reihe flacher mariner spät- oder obermiozäner Carbonate sowie Kieselgur der Roka-Formation auf, einer lokalen Entwicklung der Vrysses-Gruppe. Oberhalb dieser marinen Ablagerungen folgen abrupt grobkörnige terrigene Sedimentgesteine der Hellenikon-Gruppe. Diese sogenannte Brekzie entstand vor etwa 5,6 bis 5,3 Millionen Jahren bei der großflächigen Austrocknung des Mittelmeeres während der Messinischen Salinitätskrise. Die Hellenikon-Gruppe enthält einen emergenten Horizont mit gut erhaltenen terrestrischen Spurenfossilien und mikrobiologisch induzierten Sedimentstrukturen, die unmittelbar über Flachwasser-Wellenmarkierungsstrukturen liegen.
Die heute etwa 15 Meter vom Meeresufer entfernte Felsplatte mit dem 2 bis 4 cm dicken Gesteinssediment, in dem sich die Fußabdrücke befinden, hatte direkten Kontakt zur darüber liegenden Hellenikon-Gruppe, was darauf schließen lässt, dass es sich um eine Ablagerung unmittelbar vor dem Austrocknungsereignis handelt. Das Alter der Sedimentschicht wurde deshalb auf 5,7 Millionen Jahre geschätzt. Sie ist sehr hart und hat eine Oberfläche aus dichtem, feinkörnigem, gut lithifiziertem kalkhaltigem Sand. Die obere Schicht des Gesteinssediments mit den Fußspuren enthielt keine marinen Makrofossilien, weshalb die Oberfläche als ein Bereich aus luftexponiertem Sand nahe der Küste, möglicherweise Teil eines kleinen Flussdeltas, interpretiert wurde.
Es gibt Hinweise darauf, dass die Abdrücke von Trachilos noch etwas älter sind als 5,7 Millionen Jahre. Wie an den Gesteinsschichten der unmittelbaren Umgebung zu erkennen ist, liegt die Sedimentschicht, die die Spuren enthält, zwischen zwei sehr feinen Kalksteinlagen eingebettet, die aus den fossilen Skeletten winziger planktonischer Foraminiferen bestehen. Wie vor der Ablagerung der Sedimentschicht muss der Meeresspiegel danach leicht über der heutigen Küstenebene gelegen, ein flaches Lagunenmeer gebildet haben. Die Plankton-Organismen der Kalksteinlagen starben jedoch schon zu Beginn der Messinischen Salinitätskrise vor 5,97 Millionen Jahren mit der steigenden Salzkonzentration des Mittelmeeres aus. Die Spuren von Trachilos sind demnach eher auf ein Alter um die 6 Millionen Jahre zu datieren. Im Oktober 2021 wurde den Fußspuren ein Alter von 6,05 Millionen Jahren zugeschrieben.

### Befund

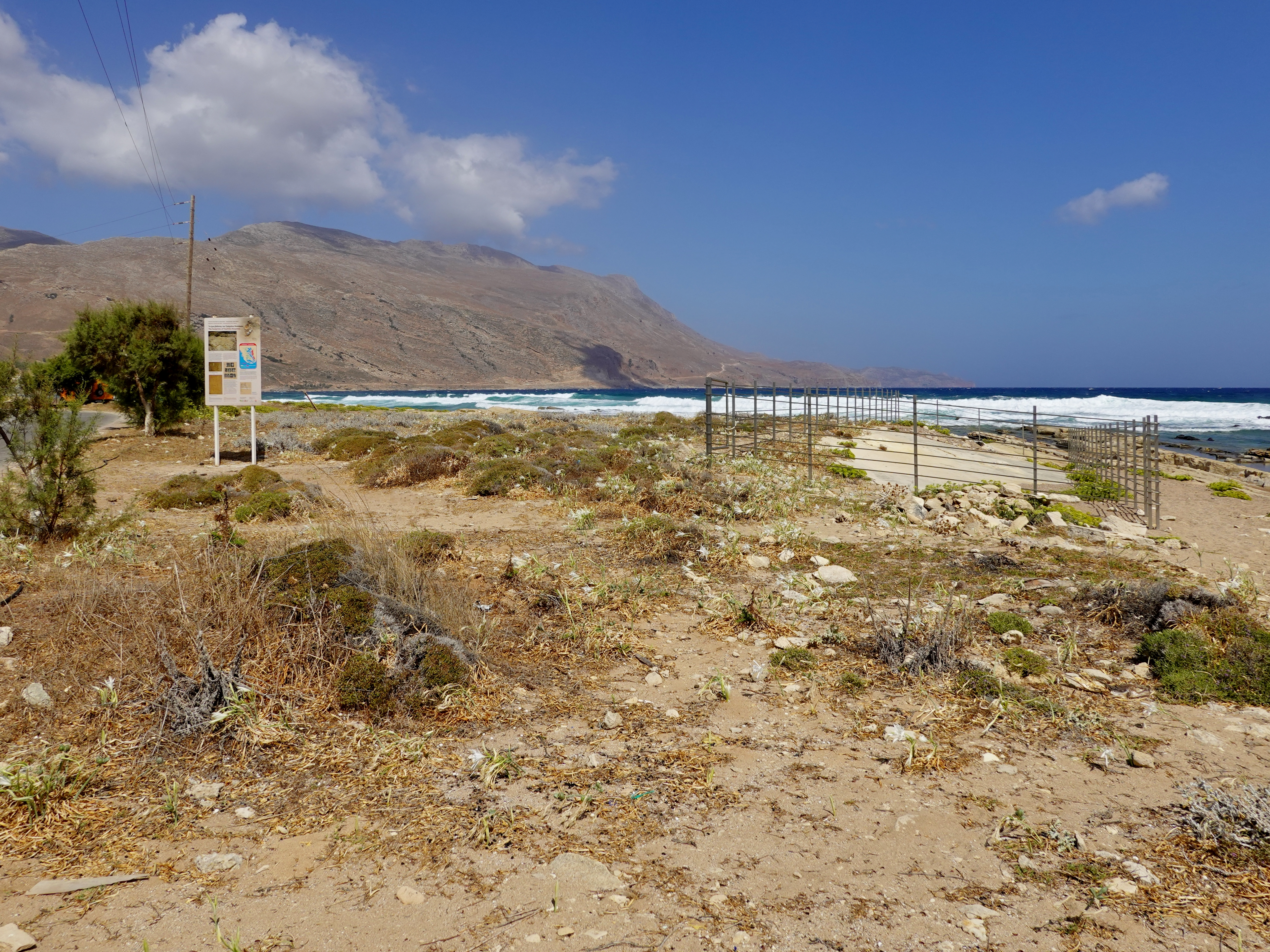
Lage des Fundortes

Die Größe der mehr als 50 Ichnofossilien auf der 4 m² großen Felsplatte von Trachilos beträgt zwischen weniger als 50 bis mehr als 200 mm Länge, einschließlich einer Untergruppe kleiner und unregelmäßiger Vertiefungen unsicheren Ursprungs. Die Ichnite, die am leichtesten als Fußabdrücke identifiziert werden können, haben eine Länge von 94 bis 223 mm. Obwohl einzelne Spuren auf der dicht mit Vertiefungen bedeckten Oberfläche schwer zu erkennen sind, weisen die meisten Fußabdrücke eine Ausrichtung in einer Nordost-Südwest-Richtung auf. Zwei identifizierbare Spurenlinien zeigen, dass die Verursacher in Richtung des heutigen Südwestens unterwegs waren. Beide Spurenlinien sind schmal und scheinen von zweibeinigen Verursachern zu stammen, da Vorderbeinspuren fehlen. Ein Paar eines anscheinend linken und eines rechten Fußabdrucks stammt möglicherweise von einem stehenden Individuum.
Die Qualität der Spurenerhaltung ist variabel, doch die besten Eindrücke haben klare Ränder und scharf definierte Kanten. Sie wurden in ein kompaktes und leicht klebendes Substrat eingeprägt. Die Spuren sind ähnlich groß und weisen über alle Vertiefungen hinweg einheitliche Umrisse auf. Diese haben eine schräge, fast dreieckige Form durch die Kombination einer herzförmigen plantigraden Sohle mit einem schmalen, sich verjüngenden Fersenbereich und einem asymmetrischen Zehenbereich mit einem großen Hallux (Großzeh) und zunehmend kleineren seitlichen Zehen, die sich alle am vorderen Rand der Sohle befinden. Die Spuren sind daher stark entaxonisch, d. h. die inneren Zehen sind stärker entwickelt als die äußeren. Es gibt keine signifikante Trennung zwischen den Abdrücken der ersten Zehe und den seitlichen Zehen, obwohl bei gut erhaltenen Vertiefungen manchmal eine Lücke von einigen Millimetern sichtbar ist. Keine der Spuren zeigt Krallenabdrücke.

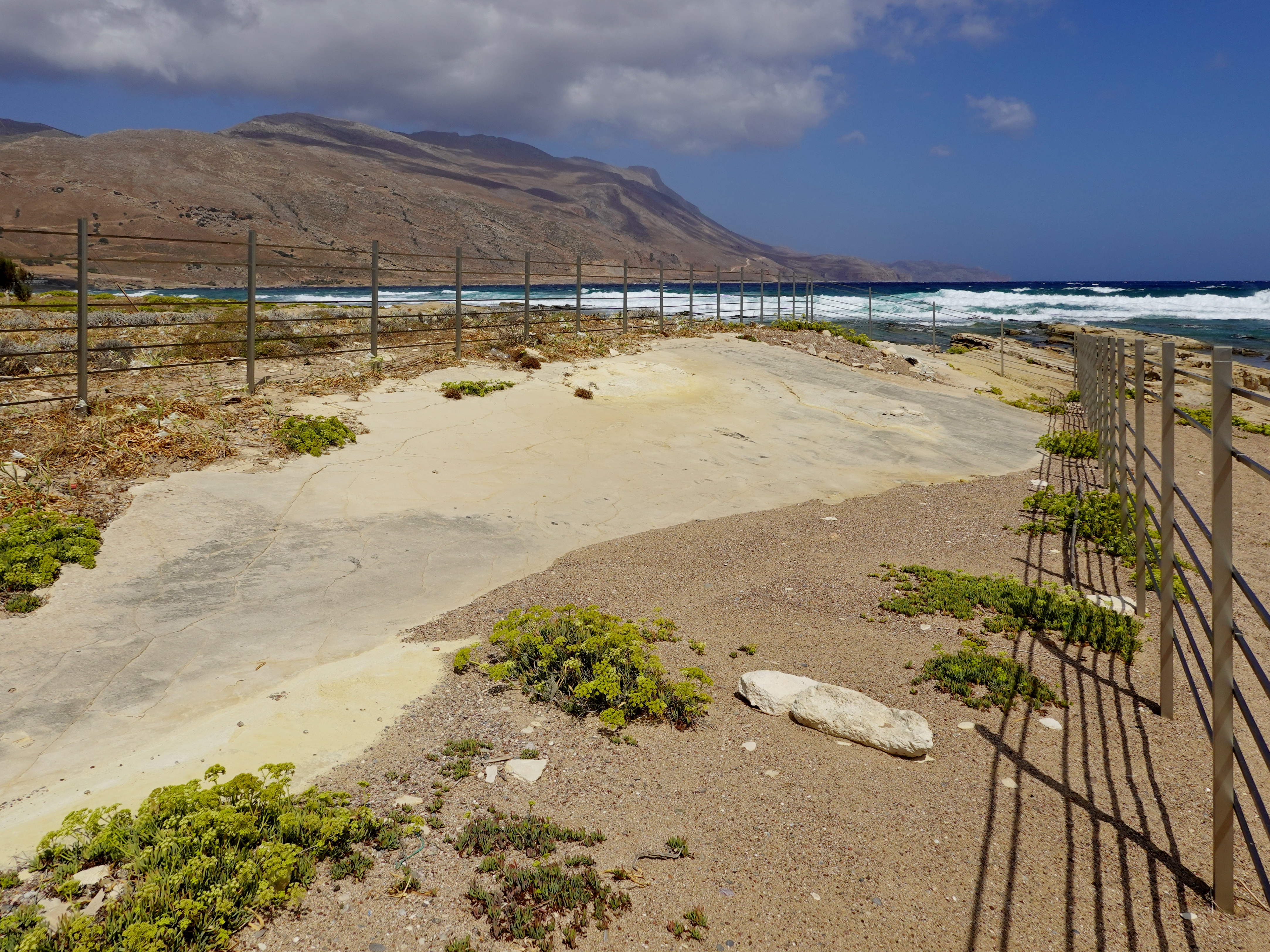
Felsplatte mit den Abdrücken

Drei besonders gut erhaltene Abdrücke lieferten morphologische Informationen über die Füße der Verursacher. Ihre Länge beträgt 105, 135 bzw. 154 mm. Sie scheinen von zweibeinigen Individuen mit plantigraden, entaxonischen Fünfzehenfüßen zu stammen, die keine Krallenabdrücke hinterließen. Der erste Zeh des Fußes erscheint bauchig, während die andern vier Zehen schlank waren. Des Weiteren war ein gut entwickelter Ballen vorhanden. Aufgrund grober morphologischer Unterschiede können Paarhufer, Unpaarhufer und digitigrade Raubtiere als Verursacher der Spuren ausgeschlossen werden. Die Hauptalternativen, die angesichts des Kontextes der Spuren der neogenen Alten Welt in Betracht gezogen werden müssen, sind Hundsaffen, Menschenartige und Bären. Das untersuchende Forscherteam sieht hierbei jedoch Unterschiede, die bestimmte Verursachergruppen ausschließen. So seien Raubtierabdrücke, wie die von Bären, selten entaxonisch und schon gar nicht in dem Maße, wie es die Trachilos-Abdrücke zeigen, und der Hallux ist höchstens geringfügig größer als die benachbarten Zehen. Die Hinterfüße von Nicht-Hominin-Primaten, wie Hundsaffen, hätten stark divergierende, daumenartige Halluzen, die immer von den relativ langen seitlichen Zehen zurückgesetzt sind. Ihre Spuren weisen typischerweise keinen Ballenabdruck auf. Doch auch bei Spuren von Schimpansen und Gorillas, bei letzteren weniger, sei eine Lücke zwischen dem Hallux an der Seite der Sohle und der zweiten Zehe charakteristisch.
Die Trachilos-Spuren stammen laut dem Untersuchungsteam von Zweibeinern, die weder Raubtieren noch Hundsaffen zuzuordnen sind. Den aus Italien bekannten, zeitlich etwas früher auftretenden Oreopithecus schließen sie wegen des extrem unterschiedlichen Hallux als Verursacher ebenfalls aus. Die Spuren ähneln menschlichen Abdrücken in ihrer plantigraden und entaxonischen Natur. Sie sind im Vergleich zum modernen menschlichen Sohlenabdruck jedoch proportional kürzer, haben einen schmalen, sich verjüngenden Absatz und ihnen fehlt eine bleibende Wölbung. Unter Berücksichtigung weiterer Vergleiche kamen die Paläontologen zu dem Schluss, dass es sich um Spuren von phylogenetischen Mitgliedern der Klade Hominini oder von bisher nicht erkannten Primaten mit morphologischen Ähnlichkeiten handeln müsse. Bei einem Alter von etwas mehr als 5,6 Millionen Jahren sind die Trachilos-Spuren ungefähr zeitgleich mit Orrorin und etwas jünger als Sahelanthropus. Eine Verbindung zum wohl älteren Graecopithecus ist ungeklärt.

## Kontroversen
Nach Aussagen des Leiters der Untersuchungen am Fundort in Trachilos, Per Ahlberg, sollten die Ergebnisse 2011 publiziert werden. Nach vielfach abschlägigen Peer-Reviews bei verschiedenen wissenschaftlichen Fachzeitschriften, darunter Nature, gelang es erst im Juli 2017, die Untersuchungsergebnisse in der Zeitschrift Proceedings of the Geologists’ Association (PGA) zu veröffentlichen (online verfügbar am 31. August 2017). Zu den Peer-Reviews äußerte Ahlberg: „Wir erhielten heftige aggressive Reaktionen, die besagten, dies könne unmöglich wahr sein und dass dies überhaupt keine Fußabdrücke sein könnten.“ Und: „In jeder Runde [von Bewertungen] gab es mindestens einen und manchmal mehrere Rezensenten, die in erster Linie ausgesprochen feindselig waren. Sie leugneten einfach rundweg, dass dies menschliche oder hominine Fußabdrücke seien. Sie würden fast alles sagen – es sind Bären oder Affen [-Spuren] oder was auch immer.“ Viele der Rezensionen beschuldigten die Autoren der Inkompetenz bei der Interpretation von Spuren. „Im Grunde war es überhaupt kein echter Peer-Review-Prozess“, so Ahlberg. „Sie haben nur versucht, uns auszuschalten.“
Zur Umstrittenheit der Trachilos-Abdrücke äußerte sich Ahlberg schon bei der Veröffentlichung. Bisher ging man davon aus, dass Hominine nicht nur aus Afrika stammen, sondern dort mehrere Millionen Jahre lang isoliert blieben, bevor sie sich nach Europa und Asien zerstreuten. So zeigten die 3,75 Millionen Jahre alten Fußabdrücke von Laetoli im Norden Tansanias, von denen angenommen wird, dass sie von Australopithecus stammen, eine Ähnlichkeit mit Abdrücken moderner Menschen, außer dass die Ferse schmaler ist und die Sohle keinen richtigen Bogen aufweist. Im Gegensatz dazu hatte der 4,4 Millionen Jahre alte Ardipithecus ramidus aus Äthiopien, der älteste Hominin, der aus einigermaßen vollständigen Fossilien bekannt ist, einen affenähnlichen Fuß. „Paläoanthropologen, die Ardipithecus beschrieben haben, argumentierten, dass es sich um einen direkten Vorfahren späterer Hominine handelt, was impliziert, dass sich zu diesem Zeitpunkt noch kein menschenähnlicher Fuß entwickelt hatte“, so Ahlberg. Die Form der Trachilos-Fußabdrücke zeigt eindeutig, dass sie zu einem frühen Hominin gehören, der etwas primitiver ist als der von Laetoli. „Was dies umstritten macht, ist das Alter und der Ort der Abdrücke. Die Trachilos-Fußabdrücke sind jünger als das älteste bekannte fossile Hominin, Sahelanthropus aus dem Tschad, und zeitgemäß mit Orrorin aus Kenia, aber mehr als eine Million Jahre älter als Ardipithecus ramidus mit seinen affenähnlichen Füßen. Dies steht im Widerspruch zu der Hypothese, dass Ardipithecus ein direkter Vorfahr späterer Hominine ist.“
Im Mai 2018 veröffentlichten Jeff Meldrum von der Idaho State University und Esteban Sarmiento von der Human Evolution Foundation in den USA ebenfalls in der Zeitschrift PGA einen Beitrag, in dem sie anzweifelten, dass es sich bei den Ichniten von Trachilos um echte Fußabdrücke handelt, geschweige denn hominine Fußspuren. Sie monierten eine Reihe von Problemen bei der Datenpräsentation. So seien Substrate, die gemessenen Abdrücken entsprechen, nicht eindeutig spezifiziert, es würde keine Erklärung dafür gegeben, wie Abdrücke identifiziert wurden, wenn die eigenen Kriterien der Autoren für die Abdruckidentifikation nicht erfüllt wurden, es würden keine konsistenten morphologischen Details unter den Abdrücken bereitgestellt, die sie als von demselben oder einem ähnlichen Urheber oder einem mit bilateraler Symmetrie stammenden identifizieren könnten, alternative Urheber, die die Abdrücke hätten produzieren können, würden nicht untersucht, es werde keine Erklärung gegeben, wie ihre multivariaten Analysen von Abdruckkonturen mit fehlenden Daten umgehen, und warum nicht-homologe Orientierungspunkte verwendet werden.

## Beschädigungen
Nach der Reinigung und Untersuchung der Felsplatte durch das paläontologische Forscherteam wurde die Sedimentschicht mit den darin enthaltenen Abdrücken zwischenzeitlich mit Antikriegsgraffiti beschmiert. Per Ahlberg glaubt nicht, dass die Beschädigung des Fundortes absichtlich erfolgte. Er geht davon aus, dass die Sprayer von den Fußabdrücken in der Felsplatte wahrscheinlich nichts wussten und lediglich die glatte Fläche nutzten, um ihre „Botschaft“ öffentlich zu machen.
Am 15. September 2017 wurde in Thessaloniki (Θεσσαλονίκη) ein 55 Jahre alter Sekundarschullehrer aus Kissamos festgenommen, der acht der Abdrücke aus der Felsplatte geschnitten und gestohlen hatte. Er war während der Diebstahlshandlung von einer Überwachungskamera aufgenommen worden. Bei der polizeilichen Durchsuchung am Nachmittag des 14. September konnten im Haus des Diebes in Kissamos zwei der gestohlenen Ichniten sichergestellt werden. Die weiteren sechs Abdrücke hatte er auf einer Farm in Neo Rysio (Νέο Ρύσιο) südlich von Thessaloniki versteckt. Der Lehrer wurde wegen Verstoßes gegen das Gesetz zum Schutz der Altertümer und des kulturellen Erbes angeklagt.

## Belege
1. ↑  Patricia Claus: Hominid Footprints on Crete Could Change Evolutionary Theory For Good. GreekReporter, 10. Juli 2020 (englisch).
2. 1 2  Madelaine Böhme, Rüdiger Braun, Florian Breier: Wie wir Menschen wurden: Eine kriminalistische Spurensuche nach den Ursprüngen der Menschheit. Heyne, München 2019, ISBN 978-3-641-24441-5, Die versteinerten Fußspuren von Kreta: Rätselhafte Abdrücke eines uralten Zweibeiners, S. 123–124 (eingeschränkte Ansicht).
3. 1 2 3  Emily Chung: One hell of an impression. CBC/Radio-Canada, 23. Februar 2018 (englisch).
4. 1 2  Gerard D. Gierliński, Grzegorz Niedźwiedzki, Martin Lockley, Athanassios Athanassiou, Charalampos Fassoulas, Zofia Dubicka, Andrzej Boczarowski, Matthew R. Bennett, Per Erik Ahlberg: Possible hominin footprints from the late Miocene (c. 5.7 Ma) of Crete? In: Proceedings of the Geologists’ Association. Elsevier, 2017, ISSN 0016-7878, Geological setting and age, S. 1–14 (englisch, online).
5. ↑  Madelaine Böhme, Rüdiger Braun, Florian Breier: Wie wir Menschen wurden: Eine kriminalistische Spurensuche nach den Ursprüngen der Menschheit. Heyne, München 2019, ISBN 978-3-641-24441-5, Die versteinerten Fußspuren von Kreta: Rätselhafte Abdrücke eines uralten Zweibeiners, S. 129 (eingeschränkte Ansicht).
6. ↑  Uwe Kirscher et al.: Age constraints for the Trachilos footprints from Crete. In: Scientific Reports. Band 11, Artikel Nr. 19427, 2021, doi:10.1038/s41598-021-98618-0.
7. 1 2 3 4  Gerard D. Gierliński, Grzegorz Niedźwiedzki, Martin Lockley, Athanassios Athanassiou, Charalampos Fassoulas, Zofia Dubicka, Andrzej Boczarowski, Matthew R. Bennett, Per Erik Ahlberg: Possible hominin footprints from the late Miocene (c. 5.7 Ma) of Crete? In: Proceedings of the Geologists’ Association. Elsevier, 2017, ISSN 0016-7878, Tracks, S. 1–14 (englisch, online).
8. ↑  Gerard D. Gierliński, Grzegorz Niedźwiedzki, Martin Lockley, Athanassios Athanassiou, Charalampos Fassoulas, Zofia Dubicka, Andrzej Boczarowski, Matthew R. Bennett, Per Erik Ahlberg: Possible hominin footprints from the late Miocene (c. 5.7 Ma) of Crete? In: Proceedings of the Geologists’ Association. Elsevier, 2017, ISSN 0016-7878, Interpretation and implications, S. 1–14 (englisch, online).
9. ↑  5.6-Million-Year-Old Hominin-Like Footprints in Crete Challenge Theories of Human Evolution. Science News, 1. September 2017 (englisch).
10. ↑  Jeff Meldrum, Esteban Sarmiento: Comments on possible Miocene hominin footprints. In: Proceedings of the Geologists’ Association. Band 129(4). Elsevier, 2018, ISSN 0016-7878, Abstract, S. 577 (englisch, online).
11. ↑  Gemma Tarlach: Breaking: 5.7 Million-Year-Old "Hominin Footprints" In Jeopardy. Discover, 15. September 2017, archiviert vom Original am 7. Januar 2021 (englisch).
12. ↑  Jamie Seidel: Fossilised human footprint site in Crete damaged by looters. Nationwide News, 17. September 2017 (englisch).
13. ↑  Πως εξιχνιάστηκε η υπόθεση με τα κλεμμένα απολιθώματα στην Κίσαμο. FlashNews, 15. September 2017 (griechisch).
14. ↑  Local high school teacher arrested for fossil footprints theft in Crete. Keep Talking Greece, 15. September 2017 (englisch).

Koordinaten: 35° 30′ 51,4″ N, 23° 37′ 39,6″ O